# Žovkva (zámek)
Zámek v Žovkvě je hrad přestavěný na barokní zámek v jihozápadní části města Žovkva na Ukrajině západně od Lvova. Je to bývalé sídlo hejtmana Stanisława Żółkiewského a rodiny Sobieských.

## Historie
Hrad byl postaven v letech 1594–1610, nejspíše podle projektu Pavla Szczęśliwyho. Stavebníkem byl hejtman Stanisław Żółkiewski. Kamenické práce provedli Paveł Rzymianin a Ambrož Nutclauss. Na stavbu dohlížela hejtmanova manželka. V důsledku sňatku Žofie Żółkiewské se majitelem hradu stal Jan Daniłowicz a poté jeho dcera, která se provdala za Jakuba Sobieského, otce budoucího polského krále Jana III. Sobieského.
Hrad byl postaven ve stylu palazzo in fortezza – na čtvercovém půdorysu o stranách dlouhých asi sto metrů se čtyřmi čtyřbokými věžemi v rozích (zachovaly se pouze tři). Z městské strany do hradu vedla symetricky umístěná čtyřpatrová věž s bránou. Uvnitř hradeb byly čtyři dvojlodní budovy spojené podsebitími s věžemi. Hlavním palácem byla budova naproti bráně. Dveře a okna měly profilované kamenné rámy a nad nimi byla latinská rčení. Pod zámkem byly dvoupatrové klenuté sklepy. V první fázi měla stavba rysy manýrismu s benátskými a holandskými vlivy. Hrad navazoval na městské opevnění a k jeho východní a severní věži přiléhaly části městských obranných zdí. Za hradem byla v roce 1606 umístěna obora.
Jan III. Sobieski vlastnil Žovkvu od roku 1662, ale přestavěl hrad až po obdržení královské koruny v roce 1674. Práce probíhaly pod dohledem Piotra Bebera. Interiéry, novou galerii a sloupový portikus se dvěma schodišti pravděpodobně navrhl Augustyn Locci. Na zahradní straně byly vybudovány dva věžové výklenky, které měly původně v přízemí otevřené arkády. Za dob Sobieských byla mimo jiné při pravém křídle postavena kaple.
Po smrti Jakuba Ludvíka Sobieského v roce 1738 patřil hrad v letech 1740–1787 rodu Radziwiłłů, protože manželkou litevského vilniuského vojvody a polního hejtmana Michała Kazimierze († 1680) byla Katarzyna, sestra krále Jana III. Po roce 1740 nařídil litevský velký hejtman Michał Kazimierz Radziwiłł, zvaný Rybeńko, další přestavbu. Za jeho doby vznikl sloupový portikus a vznikla myšlenka umístit do něj šest soch, která byla realizována v letech 1741–1742 pod vedením Antonia Castella. Na schodech do portiku na zámeckém nádvoří bylo umístěno šest soch zobrazujících Jana Daniłowicze, Hieronima Radziwiłła, Karola Radziwiłła, Jakuba Sobieského, Jana III. Sobieského a Stanisława Żółkiewského. Projektant Antonio Castello také přestavěl požárem zničené věže a postavil oranžerii a přístavek. Ve druhé etapě práce provedli Aleksander von Berg a Jakub Fryczyński, který dorazil z Nieświeże. Interiéry byly přestavěny v rokokovém stylu. Ambity byly rozšířeny tak, že se rozprostíraly ve dvou patrech po celé straně proti vchodu.
V roce 1772 místo převzali po prvním dělení Polska Rakušané a v roce 1787 zámek koupil v dražbě Adam Józefowicz-Hlebnicki. V polovině 19. století tehdejší majitel Artur Głogowski prodal zbytky zařízení a zboural některé budovy, včetně kaple a přilehlé věže, ambitů a velkého schodiště. V pozdějších letech byly zámecké budovy několikrát přestavovány pro účely různých institucí.
Zámek byl vážně poškozen během první světové války, když ho v roce 1915 vypálili Rusové. Za druhé polské republiky zde po částečné rekonstrukci např. oken a střílen, provedené v letech 1928–1931, byla kasárna a poté státní lyceum a gymnázium pojmenované po hejtmanu Stanisłavu Żółkiewském a v jedné z věží městské vězení. V roce 1936 bylo přestavěno sedm komnat zámku. Od konce září 1939 zámek obsadila Rudá armáda, která z něj udělala byty a věznici. V červnu 1941, těsně před vstupem Němců, zastřelila NKVD třicet čtyři zajatců (33 Ukrajinců a čtyři Poláky). Oběti zločinu připomínají pamětní desky na zámku.
V sedmdesátých letech 20. století proběhly další restaurátorské práce a po vzniku ukrajinského státu začala další obnova zámku. V některých zámeckých místnostech je muzeum.